# Mem (lletra)
La mem és la tretzena lletra de molts abjads (alfabets) semítics, incloent mem 𐤌 en fenici, mīm ܡ en siríac, mem מ en hebreu, mīm ﻡ en àrab i may መ en amhàric.
La mem està present en Unicode com a U+05DE מ hebrew letter mem.

En fonètica mem representa el so /m/. 

## Origen
El nom d'aquesta lletra (mem) vol dir «aigua», aquest mateix significat es conserva en el mot hebreu maim (מים) i en el mot àrab māʾ (ماء). La lletra fenícia 𐤌 (mem) deriva d'un dels jeroglífics egipcis que representa aigua.
La lletra fenícia mem 𐤌 va donar lloc a la mi (Μ) grega, la M llatina i la М ciríl·lica.
| egipci | protosinaític | fenici |
| ------ | ------------- | ------ |
| 𓈖      |               | 𐤌      |

## Alfabet àrab
En alfabet àrab aquesta lletra es diu ميم ['miːm] (mīm). És la vint-i-quatrena lletra de l'alfabet àrab (tretzena amb un valor de 40 en l'ordre abjadí). És una lletra lletra lunar. Prové, per via dels alfabets nabateu i arameu, de la lletra fenícia mem.
| fenici | arameu | siríac | nabateu | àrab |
| ------ | ------ | ------ | ------- | ---- |
| 𐤌      | 𐡌      | ܡ      |         | م    |

| Aïllada | Final | Medial | Inicial |
| م       | ـم    | ـمـ    | مـ      |

La mīm es lliga a la següent lletra de la paraula. També ho fa amb la precedent, sempre que aquesta no sigui àlif, dāl, ḏāl, rā, zāy o wāw, que mai no es lliguen a la lletra posterior.

### Representació, transcripció i transliteració
Viquipèdia proposta de transcriure i transliterar la mīm amb la lletra M.
Mīm es translitera com a M al SATTS i a l'alfabet de xat àrab.
A la representació Unicode, mīm ocupa el punt U+0645 amb el nom ARABIC LETTER MEEM.
A la codificació ISO 8859-6, el punt e5.
Com a entitat HTML, es codifica com a &#1605;

## Alfabet hebreu
En hebreu s'escriu com a מ, nom complet en hebreu és מֵם i transcrit com a Mem.
| Variants normals | Variants normals | Variants normals |
| Quadrada         | Manuscrita       | Raixí            |
| ---------------- | ---------------- | ---------------- |
| מ                | Manuscrita       | Raixí            |

La lletra מ o mem és la tretzena lletra de l'alfabet hebreu També pren el valor numèric de quaranta. La forma final pren el valor de 600 tot i que aquest ús no és gaire comú. S'empra generalment la tau i la reix (400+200). Prové, per via de l'alfabet arameu de la lletra fenícia mem.

### Pronunciació
Representa el so de la nasal bilabial sonora transliterat com a /m/.

### Forma final
La mem és una de les cinc lletres (les altres cinc són: caf, nun, pe, tsade) de l'alfabet hebreu que presenten una forma final.
| Variants finals | Variants finals | Variants finals |
| Quadrada        | Manuscrita      | Raixí           |
| --------------- | --------------- | --------------- |
| ם               | Manuscrita      | Raixí           |

### Simbolisme
Simbolitzen el revelat i l'ocult: Moisès i el Messies. La mem té dues formes: l'oberta i la tancada. A la Càbala les dues mem representen dos aspectes de Déu: Regnat i Domini. El Revelat i l'Ocult: el revelat apunta que és obvi, la glòria expressa de Déu en les seves accions. Déu té sobirania sobre nosaltres i reconeixem la seva misericòrdia. L'ocult és al·ludit per la mem tancada, és la Llei Celestial que està ocultada de l'home, el qual se sotmet a ella en forma instintiva i simple.
La mem oberta permet que l'aigua "Maim" li penetri, i la mem sofit (tancada) protegeix al món de la inundació. Mem (aigua) és símbol de l'inconscient, també representa el ventre matern que guarda al fetus. La mem és en la seva forma el resultat d'una caf cap a la dreta i una vav cap a l'esquerra, coincidencialment composta per aquestes dues lletres com la làmed. Preses les dues mem juntes expressen la majestat de Déu. L'atribut diví de Misericòrdia s'expressa en dues maneres: el constant flux de benedicció de la Seva Mà oberta (mem) i la seva posició en àlefbet, indica que la Seva Misericòrdia conté el judici estricte.
Mem està composta de caf = 20 i vav = 6 el que resulta 26, que expressa el seu atribut de misericòrdia. Ensenyament del que revelat: el Talmud diu que hi ha temes que poden ser ensenyats i discutits obertament mentre hi ha d'altres que són massa esotèrics per a l'exposició pública com són els secrets de la creació i els secrets metafísics.
El Talmud (Khagigà 13 a) tracta sobre les admonicions de Ben Sira respecte als tòpics que no han de ser discutits públicament, ells són: El que està més enllà de tu (no ho busquis), i el que no t'ha revelat (no ho provis), on tens el permís (cerca i procura enteniment), no tens ingerència en els misteris. מאמד סתום (dita segellata) serveix com a senyal en el Talmud per procedir amb precaució.
Mem té el valor numèric 40, període necessari perquè un procés en la vida de l'home comenci a donar fruits. 40 dies a la Muntanya perquè Moixe rebés la Torà; 40 dies de dejuni per obtenir nivell espiritual. A l'edat de 40 l'home obté visió. 40 representa també un cecle repetitiu.

## Alfabet siríac
| Madnḫaya | Serṭo | Esṭrangela | Unicode |
| -------- | ----- | ---------- | ------- |
|          |       |            | ܡ       |
| Mim      | Mim   | Mim        | Mīm     |

En alfabet siríac, la tretzsena lletra és ܡ (en siríac clàssic: ܡܝܡ - mīm). El valor numèric de la mīm és 40. Prové, per via de l'alfabet arameu de la lletra fenícia mem.

### Traç
| Forma aïllada | Forma inicial |
| ------------- | ------------- |
| ܡ             | ܡܡ            |
|               |               |

El traç de la mīm al principi del mot és ܡܡ, per exemple en el mot ܡܳܐ (que) o en el mot ܡܒܲܪܣܸܡ (somriure). En canvi quan està al final del mot, o quan és aïllada és ܡ.

### Fonètica
Representa el so de la nasal bilabial sonora transliterat com a /m/.

## Alfabet amhàric
En alfabet amhàric aquesta lletra es diu ማይ (may). És la quarta lletra de l'alfabet amhàric. May prové, per via de l'alfabet sud-aràbic del jeroglífic egipci N35.
| N35 | Mim | May |
| --- | --- | --- |
| 𓈖   | 𐩣   | መ   |

Representa el so /m/.

### Ús
L'alfabet amhàric és una abugida on cada símbol correspon a una combinació vocal + consonant, és a dir, hi ha un símbol bàsic al qual s'afegeixen símbols per marcar la vocal. Les modificacions de la lletra መ (may) són les següents:
| mä [mə] | mu | mi | ma | me | mə [mɨ], ∅ | mo | mʷa |
| ------- | -- | -- | -- | -- | ---------- | -- | --- |
| መ       | ሙ  | ሚ  | ማ  | ሜ  | ም          | ሞ  | ሟ   |

## Jeroglífic egipci
Quan aquest jeroglífic és un fonograma es pronuncia com a [m]. En canvi quan és un ideograma, representa paraules durant i en (Gardiner G17).

## En altres alfabets
| Arameu     | Siríac  | Samarità | Ugarític | Fenici |
| ---------- | ------- | -------- | -------- | ------ |
| 𐡌          | ܡ       | ࠌ        | 𐎎        | 𐤌      |
| Sud-aràbic | Amhàric | Àrab     | Hebreu   |        |
| 𐩣          | መ       | ﻡ        | מ        |        |